# Maya (ca sĩ Hàn Quốc)
Đây là một tên người Triều Tiên, họ là Kim.
Maya (tiếng Hàn Quốc: 마야), tên thật là Kim Young-Sook (tiếng Hàn Quốc: 김영숙, sinh ngày 17 tháng 11 năm 1979), là một ca sĩ và nữ diễn viên người Hàn Quốc, hiện quản lý bởi Tae Jin-ah thông qua công ty của anh. Cô là con út trong gia đình gồm một anh trai và bốn chị gái. Sở thích của cô là trượt tuyết và lặn. Cô đã học tại Trường cao trung Kumgok và Học viện nghệ thuật Seoul.
Buổi trình diễn ra mắt của Maya trong chương trình Show King M của Mnet vào 11 tháng 3 năm 2003.
Ngày 1 tháng 11 năm 2014, cô đã biểu diễn ca khúc "Bèo dạt mây trôi" tại buổi hòa nhạc Good To Great Concert tại Sân vận động Đồng Nai.

## Danh sách đĩa nhạc
| 2003: Born To Do It (Vol. 1) |
| --- |
| 1. "Never" 2. "Good Day And Good Bye" 3. "Go Away" ("가버려") 4. "Azalea" ("진달래꽃") 5. "Pandora Box" ("판도라의 상자") 6. "Phantom Voices" ("환청") 7. "Sad" ("비수(悲收)") 8. "Wind" ("바람") 9. "Byte" 10. "Lost You" ("잃어버린 너") 11. "Dear Friends" 12. "Go Away" 13. "Azalea (Club Mix)" ("진달래꽃") |

| 2004: Rock Star (Vol. 2) |
| --- |
| 1. Rock Star 2. Wake Up 3. 아래로 4. 사랑은 영원하다 5. 충분해요 6. Back For Love 7. I Love Rock & Roll 8. Play Me 9. Shadow Boxing 10. 정말 모르겠니. 11. 보물섬 12. 아래로 (Dance Remix) |

| 2005: Remake Album - An Age of Young Girl (Vol. 2.5) (소녀시대) |
| --- |
| 1. 아웃사이더 2. 소녀시대 (Sonyeo Shidae) 3. 춘천가는 기차 4. 못다핀 꽃 한송이 5. 회상 6. 해야 7. 사랑의 슬픔 8. 세월이 가면 9. 독도는 우리땅 10. 매일그대와 11. 고래사냥 12. 가질 수 없는 너 13. 새벽기차 14. 붉은 노을 15. 뱃노래 16. 한계령 |

| 2006: Road to Myself (Vol. 3) |
| --- |
| 1. Intro 2. Funky Music 3. 나를 외치다 4. 니가 뭔데 5. 태양을 심어 놓아요 6. 쾌지나 칭칭나네 7. 불씨 8. 독한술 9. I AM 10. 메마른 대지위의 들꽃처럼 11. 길 (Road to Myself) 12. 멀미 13. 녹(綠) |

| 2008: Maya Four (Vol. 4) |
| --- |
| 1. Maya Four 2. 그 흔한 반지도 3. BC 2500 4. Story In Your Eyes 5. 꽈배기 6. 마이 아리랑 (Maya+Arirang) 7. Maria 8. 발자욱 9. Dead or Alive 10. 1995...그 봄 11. Ironic Report 12. 검은 눈물 |

| 2009: 위풍당당 (Digital Single)                             |
| ----------------------------------------------------------- |
| 1. 위풍당당(Proud)(Rap. Sang Chu[상추]) 2. 그것만이 내 세상 |

| 2009: Retro & Ever (Mini Album)                                          |
| ------------------------------------------------------------------------ |
| 1. 서시 2. 천년의 사랑 3. 위풍당당 4. 이미 슬픈 사랑 5. 그것만이 내 세상 |

| 2011: 아프다슬프다 |
| --- |
| 1. 너무나... 2. 좋은 시절 3. 같이 살래? 4. 너무나...(경음악) 5. 너무나...(방송용MR) 6. 아프다슬프다 (방송용MR) 7. 너만보여 |

## Điện ảnh

### Phim truyền hình

#### MBC
- Dandelion Family (2010)
- Nursery Story (2003)

#### KBS
- Bodyguard (TV series) (2003)
- The King's Dream (2012)

#### SBS
- Magic(2004)
- Family's Honour (2008)
- Ugly Alert (2013)

## Giải thưởng
| Năm  | Award-Giving Body       | Thể loại                | Ca khúc  | Kết quả   |
| ---- | ----------------------- | ----------------------- | -------- | --------- |
| 2003 | Mnet Asian Music Awards | Nữ nghệ sĩ mới xuất sắc | "Azalea" | Đoạt giải |

## Liên kết
- Maya in empas people
- Fancafe của Maya tại Daum
- Maya trên Twitter